# Bathycolpodes holochroa
Bathycolpodes holochroa är en fjärilsart som beskrevs av Louis Beethoven Prout 1915. Bathycolpodes holochroa ingår i släktet Bathycolpodes och familjen mätare. Inga underarter finns listade i Catalogue of Life.